# Forte San Pietro

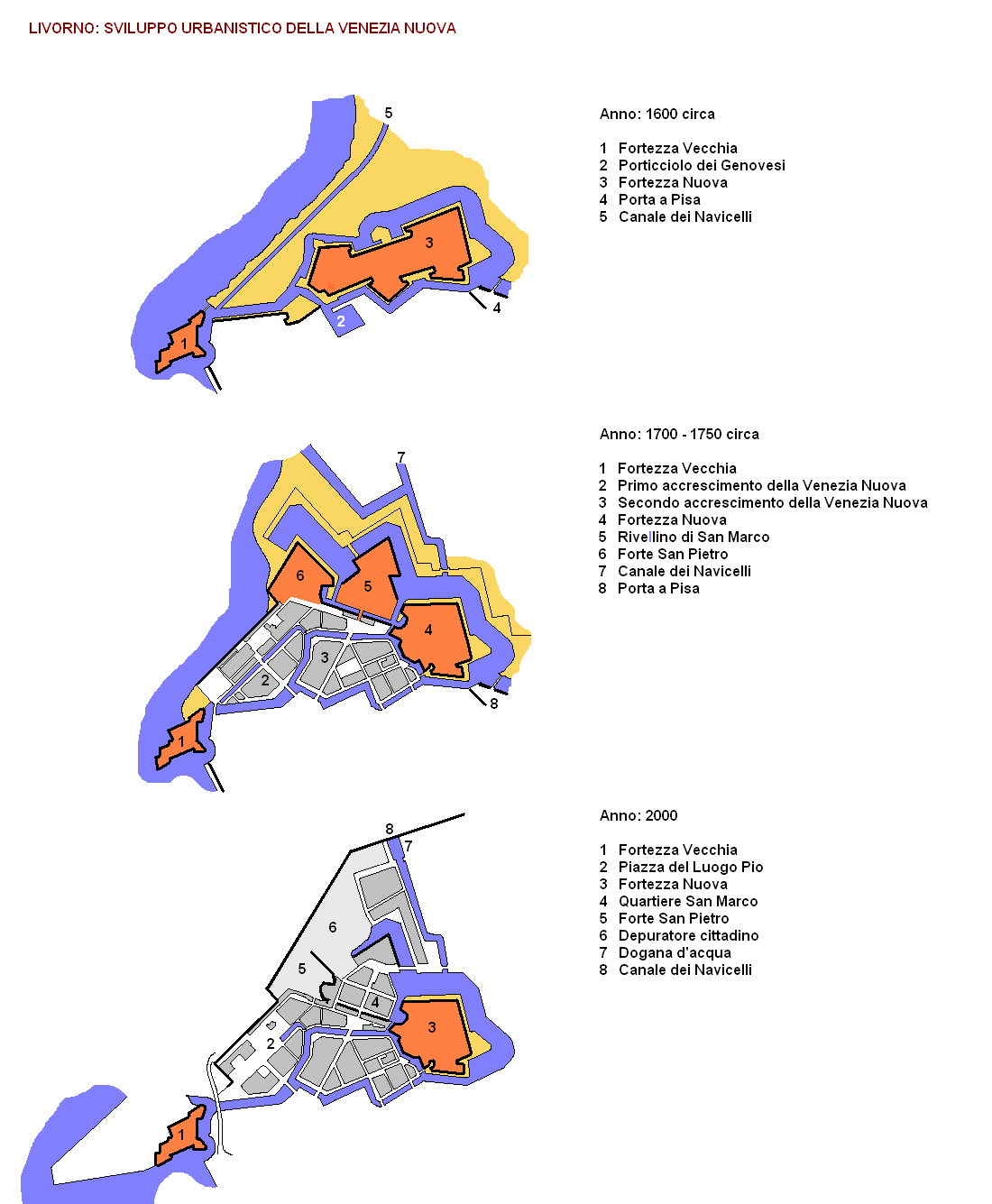
Evoluzione delle fortificazioni a nord di Livorno

Il Forte San Pietro, assieme al vicino Rivellino di San Marco, costituisce un'imponente architettura militare di Livorno.
Il forte, che difese la città durante l'invasione austriaca del 1849, fu costruito nel XVII secolo a protezione dell'adiacente quartiere della Venezia Nuova.

## Storia

### Il sistema originario
Sin dalla sua fondazione ufficiale, avvenuta in epoca medicea, Livorno conobbe un costante incremento della popolazione che richiese un ulteriore accrescimento della città pentagonale progettata da Bernardo Buontalenti.
Fu quindi deciso di innalzare un nuovo quartiere nelle aree a nord dell'abitato, caratterizzate dalla presenza del preesistente Canale dei Navicelli e dal fossato esterno alle fortificazioni buontalentiane.
All'epoca la Fortezza Nuova aveva un'estensione maggiore dell'attuale e per questo il nucleo originario del nuovo abitato (la Venezia Nuova) si sviluppò nelle aree a ridosso della medesima, dove oggi sorge la chiesa di San Ferdinando.
Il quartiere fu quindi provvisto di alcune opere difensive.
Le prime erano provvisorie e costituite da un muro che chiudeva l'abitato verso il mare, ma il 14 luglio 1682, in occasione del genetliaco del granduca Cosimo III, il governatore della città, marchese Marco Alessandro del Borro, diede il via ai lavori per la realizzazione di un vero e proprio baluardo: il Forte San Pietro d'Alcantara.
L'opera, realizzata in circa sei anni, si sviluppava verso settentrione, ricongiungendosi poi alla Fortezza Nuova che ne completava la simmetria di tutto il sistema difensivo cittadino settentrionale; per consentire l'aggiramento del sistema difensivo fu inoltre modificato il tracciato del Canale dei Navicelli, deviato a lato del forte, in modo tale da ricongiungersi immediatamente al suo percorso originario (che coincide con l'attuale viale Caprera).
Nel suo terrapieno furono ricavate anche alcune buche per la conservazione delle granaglie, finché cessata la funzione militare, fu adibito a deposito di legname.

### La costruzione del Rivellino di San Marco
Sul finire degli anni ottanta del medesimo secolo si registra un'ulteriore modifica del sistema difensivo, con la fondazione di un rivellino posto tra la Fortezza Nuova ed il forte medesimo: ancora una volta si rese necessario deviare il Canale dei Navicelli, che fu fatto defluire più a nord, direttamente nel Fosso Reale, in corrispondenza dell'odierno Pontino.
La costruzione del cosiddetto Rivellino di San Marco fu compiuta nel decennio successivo, in concomitanza con la riduzione di parte della Fortezza Nuova al fine di ottenere ancora nuove aree edificabili.
Forte San Pietro e Fortezza Nuova divennero così elementi speculari posti attorno al rivellino, dove fu innalzata una porta d'accesso alla città, la Porta San Marco, presso la chiesa di Santa Caterina.

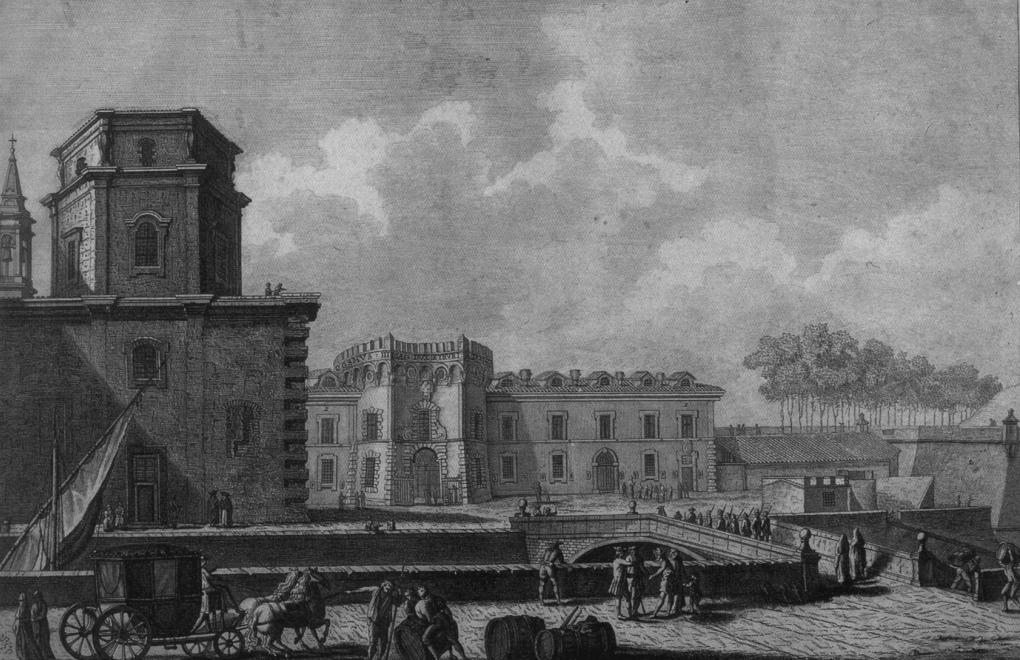
La prima Porta San Marco

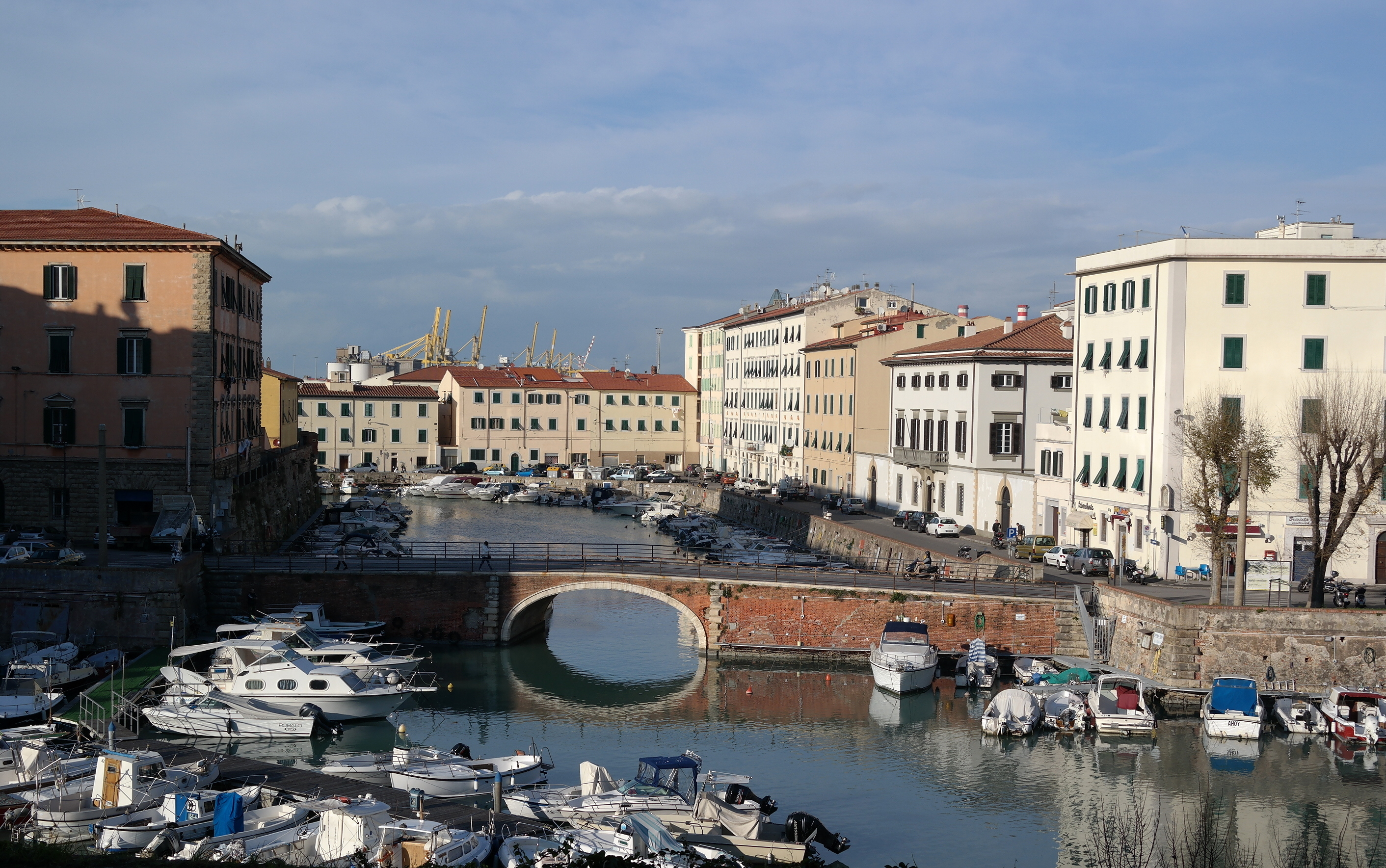
Il rivellino e il ponte del Poccianti

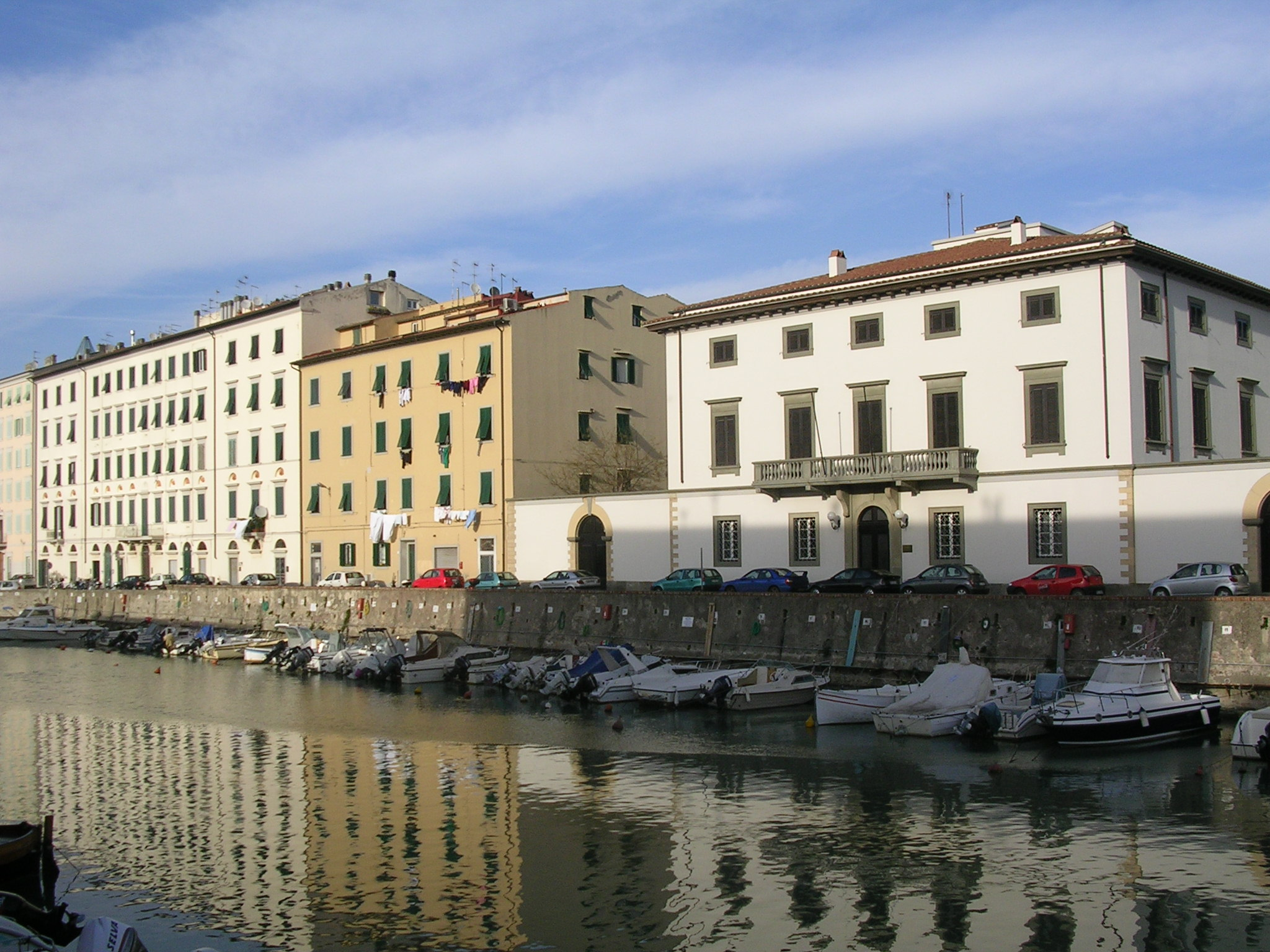
Palazzo Stub e Palazzo Castelli

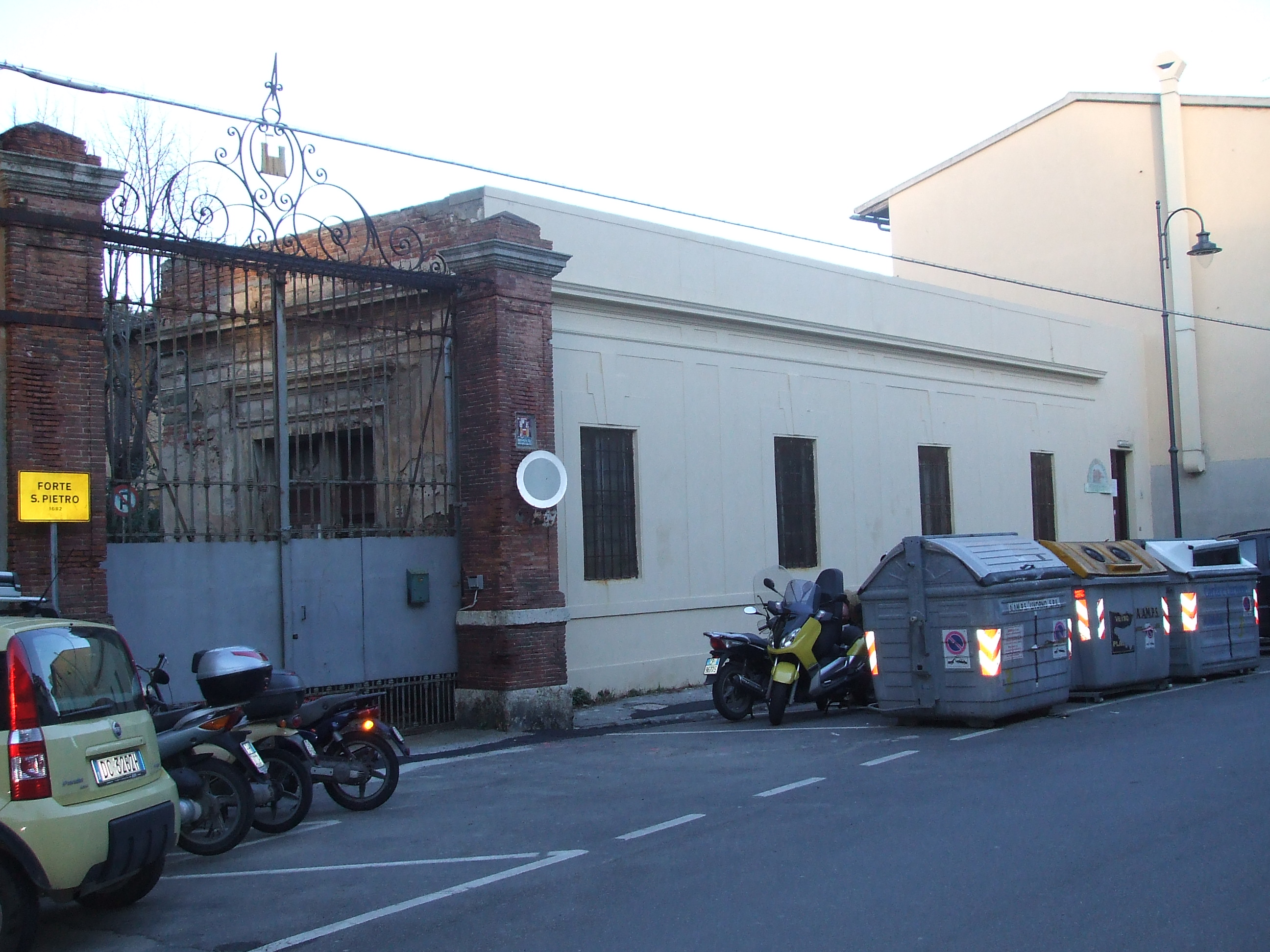
Ingresso odierno

Prima della sua edificazione di primo Ottocento, l'opera si presentava come una vasta spianata di forma vagamente triangolare, alla quale si accedeva dalla Porta San Marco e attraversato il fossato che lo divideva lungo le mura della città. Completamente isolato dall'acqua i suoi lati, adiacenti alle due fortezze, erano guarniti da due terrapieni e da una serie di batterie che si affacciavano direttamente sul fosso. Solo la parte terminale esterna, terminante ad angolo acuto, era difesa da mura e quattro cannoniere per lato, mentre gli angoli terminavano con piccole garitte. Una porta (Porta Rivellina) si apriva, dalla parte opposta all'accesso attuale, su un ponte di legno che arrivava alla riva opposta e da una piccola piazzetta d'armi aperta sugli spalti, immetteva nella via di Torretta.

### La lottizzazione del rivellino
Alla fine del XVIII secolo si fece ancora una volta pressante l'esigenza di realizzare nuove abitazioni per soddisfare l'esigenze della sempre crescente popolazione.
Pertanto, durante il Regno di Etruria, il rivellino fu oggetto di un piano di lottizzazione che coincise con l'abbattimento dell'antica Porta San Marco, la quale fu spostata in corrispondenza di un ponte in legno situato all'estremità della stessa fortificazione.
I lavori furono avviati rapidamente e, già nel 1806, il nuovo quartiere fu persino dotato di un grande teatro (oggi pressoché scomparso).
Sempre all'inizio del secolo Pasquale Poccianti pose le fondazioni di un ponte in muratura per mettere in diretta comunicazione il rivellino con le aree esterne.
Oltre il Fosso Reale infatti si andava sviluppando un nucleo urbano caratterizzato da alcuni edifici significativi, come il vasto Palazzo Castelli (decorato con numerosi mascheroni in corrispondenza delle aperture) e l'elegante Palazzo Stub (attribuito a Riccardo Calocchieri).

### La costruzione della cinta daziaria
Nel 1834 fu decretata la costruzione di una cinta daziaria avente funzione di delimitare l'area del porto franco di Livorno e dei popolosi sobborghi.
Il tratto iniziale della cinta fu quindi addossato al Forte San Pietro, dove giungeva il fossato posto a protezione del medesimo fortilizio: tale fossato fu in parte deviato fino a raggiungere la vasta darsena della Dogana d'acqua, lungo il Canale dei Navicelli.
La costruzione delle nuove mura permise di spostare la Porta San Marco nell'area dove pochi anni dopo fu realizzata la prima stazione ferroviaria di Livorno.
Nella seconda metà dell'Ottocento il forte fu dismesso e utilizzato dapprima per il deposito dei legnami e quindi, all'interno del suo perimetro, furono trasferiti i pubblici macelli, prima collocati altrove. All'esterno, oltre il Fosso Reale, nel 1845 fu innalzato il gasometro per il deposito del gas (la struttura fu poi smantellata negli anni ottanta del Novecento).

### Stato attuale
Nel corso del XX secolo sia il forte che il rivellino andarono incontro a sostanziali modifiche; ai bombardamenti della seconda guerra mondiale, che danneggiarono alcune strutture significative della zona (come il citato Teatro San Marco), fece seguito la trasformazione dell'area adiacente alle fortificazioni, con l'ampliamento del depuratore cittadino ivi esistente.
Il parziale e progressivo interramento del fossato esterno compreso tra le due ex strutture militari e l'abbattimento di parte delle mura dello stesso forte, hanno determinato un sostanziale cambiamento dell'area rispetto all'assetto originario.
Sono stati formulati progetti che prevedono la completa trasformazione della zona, con il ripristino dello specchio d'acqua oggi interrato, il trasferimento del depuratore in una zona più idonea e la piena valorizzazione del Forte San Pietro. Tuttavia, i progetti sono tramontati a causa degli ingenti finanziamenti che sarebbero necessari per il trasferimento degli impianti di depurazione; impianti di cui invece si prospetta il solo rinnovamento.